# Baseball
A baseball (ejtsd: „bézból”), magyar fordításban bázislabda, két csapat által játszott labdajáték. A játék során a dobó egy ökölnyi méretű labdát hajít a másik csapat játékosa felé, akinek azt egy ütővel kell megütnie. A játék pontozása futásból és a játékterületen található jelzések (bázisok) megérintéséből adódik. Magát a labdát baseball-labdának hívják. Az amerikai angolban a baseball-t még hardballnak, azaz „kemény labdának” is szokták nevezni. A játék egyik variánsa softball, ami nagyjából a baseball szabályait követi, de puhább és nagyobb labdával játsszák (innen az elnevezés, ami magyarul „puha labdát” jelent), valamint a labdát is mindig alulról dobják.
A baseball az amerikai kontinens és Kelet-Ázsia országaiban népszerű, Japánban, a Dominikai Köztársaságban, Kubában, Panamában, Dél-Koreában és egyéb országokban is ez a legnépszerűbb sport. Az Egyesült Államokban a baseballt egyenesen nemzeti sportnak kiáltották ki – a Major League Baseball (MLB) meccseinek látogatottsága nagyobb, mint az összes többi sportágé együttesen. Ugyan Észak-Amerikában a labdajátékok örvendenek a legnagyobb népszerűségnek (baseball, kosárlabda és amerikai futball), a baseball népszerűsége olyan magas, hogy a „ballgame” (labdajáték) kifejezést szinte kizárólag a baseballra használják és a „ballpark” (labdajáték pályája) csak és kizárólag baseball pálya lehet. Az amerikai tévénézők körében azonban az amerikai futball és a kosárlabda nagyobb népszerűséget élveznek.
A baseball ötvözi a csapat és az egyéni sportokat. Egy-egy játékos védekezésben nem számíthat társai közvetlen segítségére, egyedül kell megoldania a feladatát. A többiek ilyenkor a jó helyezkedésre figyelnek, hogy társuk a védekezés után megjátszhassa őket a labdával. Ütésnél szintén egyedül kell teljesíteni, senki nem tud érdemben segédkezni, ám vannak helyzetek, mikor egy ütőjátékos például feláldozza magát a csapatért (pöcizik), ilyenkor a csapattárs következő bázisra juttatása a legfőbb cél.

## A baseball története
Nehéz nyomon követni a baseball eredetét a különféle ütős labdajátékok között. Ugyanakkor többnyire egyetértenek a szakértők abban, hogy a modern baseball a roundershez és a kriketthez hasonló korábbi brit és ír labdajátékokon alapuló amerikai találmány. A sportot ismereteink szerint legkorábban egy 1744-ben megjelent brit publikációban említik, melynek szerzője John Newbery, címe pedig „A Little Pretty Pocket Book” (Egy aranyos kis zsebkönyv). Egy „base-ball”-t játszó fiúkat ábrázoló fametszet található benne (hasonlóságokat mutat a modern játék felállásával, ugyanakkor számottevően különbözik tőle), valamint a sport rímekbe foglalt leírása.

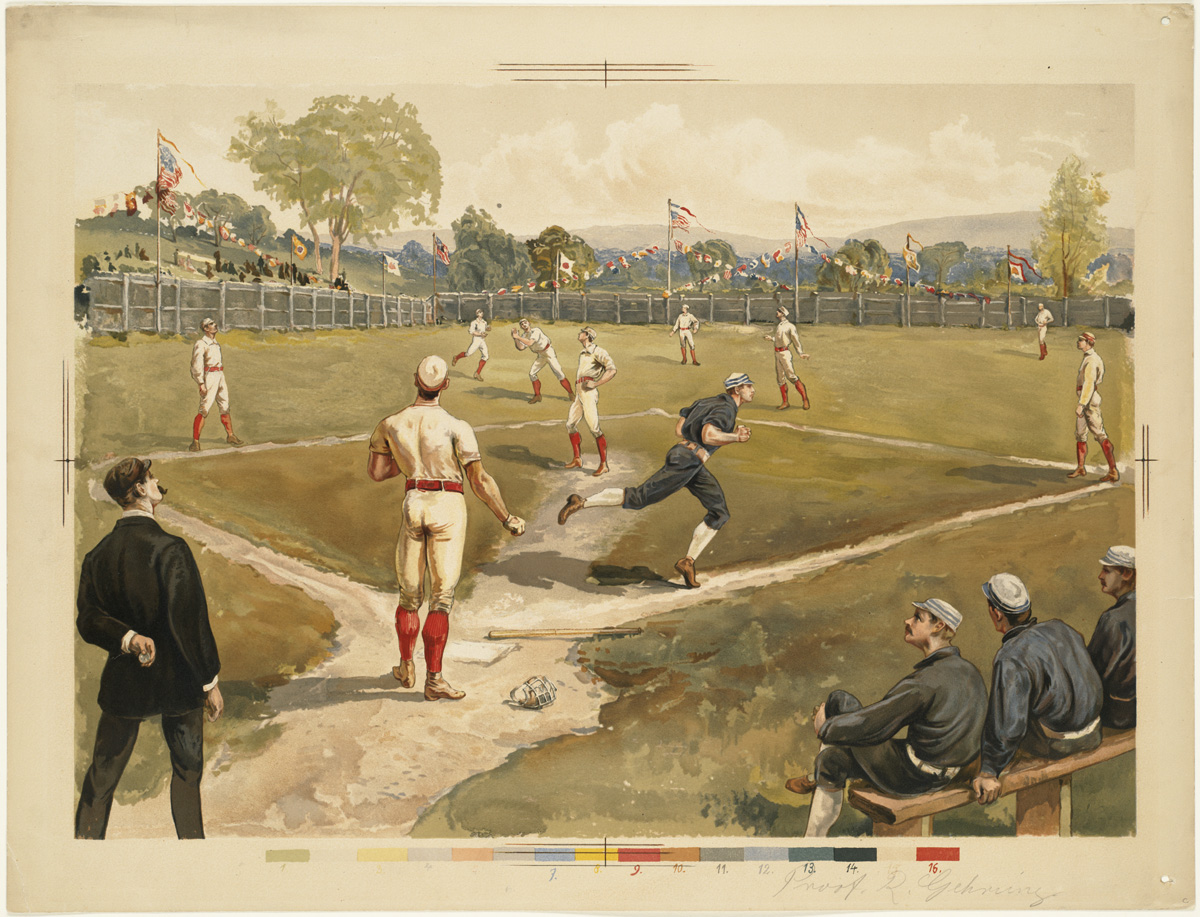
Baseball pálya az 1890-es években

1791-ben egy helyhatósági rendeletben utalnak először az amerikaiak a játékra. Pittsfield városi tanácsa indítványozta, hogy a baseball játékot tiltsák be a város új üléstermének 80 yardos körzetében.
Az addigra már népszerű sportnak  nagy szüksége volt arra a szabálykönyvre, amely 1845-ben jelent meg. Ez volt az úgynevezett Knickerbocker Szabályok, ezekből alakultak ki a játék mai szabályai. Ennek szerkesztésében és kiadásában Alexander Cartwright vállalt jelentős szerepet.
Az első feljegyzett baseballmeccset egy évvel később, 1846-ban játszották. Cartwright csapata, a Knickerbockers (golfnadrág) 1-23-ra veszített a New York Nine ellenében, a New Jersey-beli Hobokenben, az Elysian Fields-en. Ezek az amatőr meccsek mind népszerűbbek és gyakoribbak lettek. 1857-ben összehívtak egy gyűlést a csapatok képviselőiből, hogy megbeszéljék a szabályokat. Északkeletről huszonöt csapat érkezett a tanácskozásra, és a rákövetkező évben megalapították a Baseball Játékosok Nemzeti Szövetségét (National Association of Baseball Players) amely így az első szervezett baseball liga lett. Működésének első éveiben úgy támogatták magukat, hogy alkalmanként belépőt szedtek a nézőktől. A jövő egyre szebbnek tűnt a Szövetség számára.
A polgárháború idejében a baseballcsapatok száma drasztikusan lecsökkent, de a baseball iránti érdeklődést az Unió katonái magukkal vitték az ország egyéb részeibe is, így mire a háború véget ért, többen játszották a baseballt, mint bármikor előtte. 1868-ban, a liga éves közgyűlésén már több mint 100 klub képviselői vettek részt.
Ahogy liga növekedett, úgy nőttek ezzel párhuzamosan a költségek is. Egyre gyakrabban szedtek belépőt a nézőktől, és a csapatoknak gyakran adományt kellett gyűjteni vagy szponzorokat kellett szerezni egy-egy utazásukhoz, versenyükhöz. Annak érdekében, hogy ezeket megszerezhessék mind fontosabbá vált a győzelem. Így történhetett meg, hogy annak ellenére, hogy a Ligában eredetileg csak amatőrként játszhattak a játékosok, néhány játékosnak titokban már ekkor is fizettek: néhányuknak a szponzorok adtak munkát, mások titokban kaptak fizetést a játékukért.
1869-ben a Cincinnati Red Stockings csapata úgy döntött, hogy teljes egészében profi csapattá válik. A Wright fivérek, Harry és George az ország legjobbjait toborozták össze, így minden ellenfelüket megverték. A Cincinnati Red Stockings 61 meccsen győzedelmeskedett és mindeközben egyet sem veszített el, aminek hatására igen hamar elterjedt a fizetett játékosok alkalmazása.
Néhányan szerették volna, ha a baseball amatőr keretek közt marad, azonban egyszerűen nem tudták a profi csapatokkal felvenni a versenyt. Egyre inkább eltűntek a süllyesztőben, ahogy a legjobb játékosok mind profivá váltak. Az 1871-ben megalakult Nemzeti Szövetség (National Association) lett a világon az első professzionális baseball liga.

### A profi baseball első 100 éve
A profi baseball az azt megelőző amatőr baseball ligák alapjaira építkezett. A Nemzeti Szövetség 1871-ben kilenc, míg 1875-re már 13 csapatot sorakoztatott fel, ennek ellenére nem volt hosszú életű. A szerencsejátékosok megjelenése megrendítette a közönség bizalmát a játékban, ezen kívül a játékokon való jelenlétük kombinálva az alkoholos italok eladásával villámgyorsan oda vezetett, hogy a nézők eltűntek a pályák mellől. Így az 1875-ös szezon után a Nemzeti Szövetséget felváltotta a Nemzeti Liga (National League). Ezelőtt a csapatok és maga a játék is a játékosok irányítása alatt voltak, de a NL-ban az irányítást átvették az üzletemberek. Normákat és elveket állapítottak meg a jegyárakra, a programok beosztására és a játékosok szerződéseire.
Az üzletemberek hamar bebizonyították, hogy a professzionális baseball is lehet sikeres. A rivális ligák hamarosan eltűntek a térképről. 1882-ben az Amerikai Szövetség (American Association, mostantól: AA) versenyre kelt az NL-el a csökkentett jegyárakkal és a nagyvárosi csapatokkal. Ahelyett, hogy egymással harcba szállt volna a két szervezet, összefogtak és létrehozták a Nemzeti Megállapodást (National Agreement). Ez vonatkozott a játékosok lehetséges fizetésére a felsőbb és az alsóbb ligák csapataiban is, ráadásul megengedte a csapatoknak, hogy bizonyos számú játékost magához kössön az úgynevezett „fenntartott záradékkal” mely egy részlete volt a megállapodásnak. Ez a záradék kimondta, hogy a csapatoknak joga van egyoldalúan meghosszabbítani a játékosok szerződését, megakadályozva ezzel, hogy más ajánlatokat is elfogadjon. Ez óriási felháborodást okozott a játékosok körében, ezért 1884-ben megpróbálták létrehozni a saját ligájukat, az Uniós Szövetségét (Union Association). Sokan elhagyták csapatukat azért a szabadságért, amit ez az új szövetség biztosított számukra. A liga azonban gazdasági okok miatt összesen egy évet élt. 1890-ben egy újabb próbálkozás történt független liga alapítására, ez lett a Játékosok Ligája (Players League). A legjobb játékosok nagy többsége az NL-ből és az AA-ból átigazolt, de ez sem akadályozta meg, hogy elődjéhez hasonlóan, ez a liga is csődbe menjen, egy év után itt is kifogytak a pénzből. A vetélkedés és a játékosok hiánya végül az AA vesztét is okozta, a négy legnagyobb csapata csatlakozott az NL-hez.
A századforduló újabb próbálkozót hozott magával, az Amerikai Ligát (American League) amely 1901-ben alakult meg és egyből átcsábították a NL legjobbjait aminek köszönhetően a NL vezetői egymás ellen fordultak majd létrehoztak egy háromfős bizottságot, hogy vezesse a ligát, akik végül megtalálták a módját az egymás melletti békés együttélésnek. A két liga 1903-ban „egyesült”, a Major League Baseball első World Seriesét (döntőjét) is ebben az évben játszották.
1911-ben a labda változásával (fakockát helyeztek bele) a játék képe is drámaian megváltozott. Negyven év ütési statisztikái kezdtek el zuhanni, míg a játék népszerűsége az egekbe szökött. 1914-ben ismét egy újabb liga próbált magának teret nyerni. A Szövetségi Liga (Federal League, FL) úgy tűnt sikeresen megveti a lábát mind a pályán, mind pedig a bíróságon. Beperelték az NL-t és az AL-t, hogy monopóliumot hoztak létre, de amíg a per annak rendje és módja szerint folyt, az FL összeomlott. 1922-ben a Legfelsőbb Bíróság elismerte és jóváhagyta a baseball monopóliumát.
A forrongó húszas évek fontos időszakot hoztak az Egyesült Államoknak és a baseballnak egyaránt. Az 1919-es szerencsejáték-botrány alapvető reformokat hozott és a nemzet legnagyobb városában megszületett egy legenda.

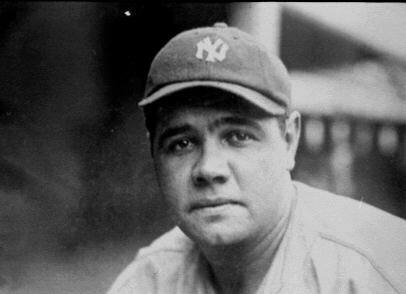
George „Babe” Ruth

George „Babe” Ruth sikeres dobó (pitcher) volt a Boston Red Sox csapatában, mikor megvette a New York Yankees és külső-védőt csinált belőle. A baseball történetének legnagyobb ütőjátékosává vált. Ruth forradalmasította a játékot bátor „HR-ütő” játékával, bevezette a baseballt a gazdasági fejlődésének korszakába és Amerika egyik legnépszerűbb emberévé vált.
Mint minden más ember, a játékosok is bevonultak fegyveres szolgálatra a második világháborúban. A negyvenes évek így nehéz időszakot jelentettek a baseballnak, de az új kor már közeledett. Bár soha nem volt írott szabály, a baseball mindig is rasszok alapján szét volt választva egészen 1947-ig, amikor Jackie Robinson áttörte a bőrszín alapján állított korlátokat és a Brooklyn Dodgershez igazolt. A fekete játékosok elterjedt alkalmazása lassú folyamat volt, még tíz évnek kellett eltelnie ahhoz, hogy minden csapatban játszhassanak és egészen a hatvanas évek elejéig tekinthetjük a ligákat szegregáltnak.
1960-ban még egy rivális liga tűnt fel. Annak ellenére, hogy sok csapat költözött, a legtöbb még mindig északkeletre koncentrálódott. Délen és nyugaton a nagy városok viszont saját csapatokat szerettek volna. A Kontinentális Liga (Continental League, CL) úgy tűnt nyerhet a bíróságon, mielőtt tönkremenne a pályán, ezért a két nagy liga – attól félve, hogy elveszítik monopóliumukat – kompromisszumot kötött a CL-el. Beleegyeztek, hogy a csapatok számát 16-ról 24-re növeljék az évtized végéig.
Játékosok örültek ennek, hiszen a bővítés több munkalehetőséget jelentett. A baseball gazdaságilag egyre jobban virágzott, ahogyan növekedett a résztvevők száma. Az országos televízióval és rádióval kötött szerződések pedig óriási összegeket hoztak a konyhára. A játékosok hamarosan észrevették, hogy a tulajdonosok nem osztják meg velük a javakat. A fizetések évek óta stagnáltak és a játékosok még mindig „röghöz kötöttek” voltak a „fenntartott záradék” miatt. Bár volt szervezetük, de ez csak a volt játékosok nyugdíjait intézte. Az autóipari munkások, és a fémipari munkások példáját látván a játékosok úgy döntöttek, hogy szervezetüket átalakítják. Majdnem száz év után a játékosok újra bele akartak szólni a játék irányításába és ez sikerült is. 

### A sztrájkokon át napjainkig
Az 1922-es döntés miszerint a baseball, egyedüliként a szabadversenyes gazdaságban monopóliumot kapott, elkerülhetetlenül konfliktushoz vezetett, mégpedig a csapattulajdonosok és a játékosok között. És ez a tarthatatlan helyzet szükségszerűen kitermelte a világ egyik legerősebb szakszervezetét.
A profi baseball játékosok az idők folyamán sokszor szerveződtek, de soha nem tudtak olyan előnyöket kiharcolni mint amilyeneket a szakszervezetek kiharcoltak tagjaiknak az ipar más területein. A Major League Players Association már harminc éve létrejött, de egészen idáig egyetlen célja a kevéske nyugdíjak járulékainak begyűjtése és a nyugdíjak kiosztása volt. Annak érdekében, hogy többet kapjanak a növekvő televíziós bevételekből, 1965-ben a játékosok megerősítették szövetségüket.
Felfogadták Marvin Millert aki már az acélmunkások szakszervezetét is segítette. Miller pontosan tudta, hogy itt több forog kockán, mint a nyugdíjak kiegészítése a közvetítési díjakból.
A minimális fizetés 6000 dollár volt, csak ezer dollárral több, mint amennyi 1947-ben volt. Ahogy elkezdte gyűjteni az adatokat a játékosok kezdtek rájönni, mennyire alul voltak fizetve. Ez egyenes úton vezetett az 1968-as üzleti megállapodáshoz, mely néhány finom változtatás mellett fizetésemelést is hozott. Jogot adott a sérelmek független vizsgálóbiztos előtti kivizsgálására és ezt a klubtulajdonosok nem igazán szívelték. A fenntartott záradék folyamatos jogi támadásai hatására 1976-ban a játékosok nagy örömére megszületett a szabad ügynökség (free agency), aminek köszönhetően – bár az első néhány évet (6) az első csapatuknál kellett tölteni – utána szabadon igazolhatóak lettek. Ennek eredményeként a fizetések egyre feljebb kúsztak, hiszen a jó játékosokat a csapatok igyekeztek továbbra is maguknál tartani.
A tulajdonosok pedig egyre inkább idegesek lettek, ugyanis ha elment egy játékos, semmit nem kaptak érte és amit addig abba a játékosba fektettek, az elveszett. Szerettek volna kapni valamilyen ellenszolgáltatást, ha egy játékos elszerződik, de a játékosok szerint ez megint csak túlságosan korlátozta volna a szabadságukat. Az álláspontok nem közeledtek, aminek eredményeképpen 1981-ben a játékosok sztrájkolni kezdtek.
Tizenöt napi munkabeszüntetés után engedtek a klubtulajdonosok és beleegyeztek, hogy módosítsák a kompenzációs tervet (amely megmondja mennyit kell egy játékosért fizetni). Cserében megkapták a jogot, hogy azoknak a játékosoknak, akik még nem szerződtethetők szabadon, egy döntnök állapíthassa meg a fizetését (arbitration).
1985-ben egy újabb rövid sztrájk törte meg a nyugalmat, mert a tulajdonosok meg akarták változtatni a döntnökök által meghatározott fizetéseket, de két nap után megenyhültek, így a játékosok visszatértek a pályára.
Azonban mindez még csak az előszele volt mindannak, ami ezután következett. Először befagyott a szabad ügynökség és senki nem kapott szerződést, így a játékosok kevesebb pénzért visszaszerződtek régi klubjukhoz. Azután kiderült, hogy a tulajdonosok egymást támogatva összefogtak a szabad ügynökség ellen és befagyasztották azt, bár ezt tiltotta az üzleti megállapodásuk a játékosokkal. A játékosok nem akartak újra keresztülmenni az egészen így sokan 1994-ben szerződés nélkül kezdték az idényt, míg a tulajdonosok bevezették a fizetési limitet és folyamatosan támadták a szabad ügynökséget és a fizetést megállapító döntnököket, mondván ezek tönkreteszik őket. Nem tudtak megállapodni, így augusztusban a játékosok újra sztrájkba kezdtek.
92 év óta először maradt el World Series és rajongók millióit tették ezzel csalódottá, akik közül sokan el is fordultak a baseballtól és ez felmérhetetlen veszteséget jelentett a sportágnak. A bizonytalanság ezután még két évig tartott. A tulajdonosok cserejátékosokkal indították el eddig a bajnokságot és folyamatosan harcoltak az „igazi” játékosokkal.
Végül 1996 novemberében megállapodás született a kerekasztal körül is. Ezalatt az idő alatt a baseball visszaesett a többi „Major” sport mögé népszerűségben és óriási munkába került visszaszerezni a vezető szerepét. Napjainkban ismét a baseballról szól az amerikai sport, bár a klubok tulajdonosai még mindig nem tettek le a fizetési limit (salary cap) bevezetéséről. Ennek egyik legnagyobb ellenzői a dollármilliókat játékosokra költő New York Yankees tulajdonosai, akik az utánpótlás helyett a legjobb játékosok leigazolásával próbálnak évről évre a csúcsra kerülni. Ez azonban nem nagyon jön össze nekik (utoljára 2000-ben lettek bajnokok), viszont hatalmas reklámértéke van minden egyes játékosuknak, és a hatalmas kiadások ellenére is minden évben pozitív mérleggel zárnak, köszönhetően piaci helyzetüknek.

## A játék szabályai

### Általános adatok

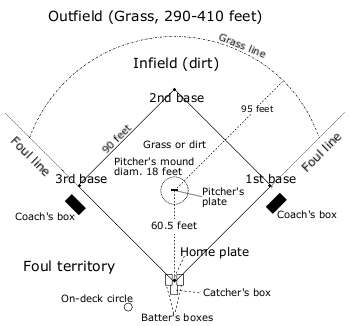
Egy baseball pálya sematikus képe

A baseballt két kilencfős csapat játssza. A Major League játékaiban általában négy pályabírói pozíció található, de a meccs fontosságától függően akár hat bíró is lehet a pályán.
A játéktéren négy bázis található, amelyeket az óramutató járásával ellentétes irányban számoznak első, második és harmadik bázisnak. Mindegyik bázis egy 38 cm-es, földből kiemelt négyzet. A negyedik, úgynevezett hazai bázissal együtt a bázisok egy 90 láb (27,4 méter) oldalhosszúságú négyzetet alkotnak. Ezt a csúcsára állított alakot gyémántnak (diamond) is nevezik. A hazai bázis egy ötszögletű gumilemez, amelyet hazai lapkának (home plate) is neveznek. A játéktér határai a hazai bázistól mindkét irányban 45 fokos szögben kiinduló két foul line és annak egyenes irányú meghosszabbítása. Az ezek által bezárt 90 fokos szög az érvényes terület, az ezen kívüli 270 fokos tartomány az érvénytelen terület.
A játékmezőt két részre osztják: a belső mező (infield) a gyémánt határain belül található, míg a külső mező (outfield) ezen kívüli. A gyémánt otthoni bázishoz kapcsolódó két vonala a partvonal – a külső mező szélső határait is többek között ezek adják meg.
A játékot kilenc játékrészben (inning) játsszák. Egy játékrész alatt mindkét csapat egyszer-egyszer kerül sorra, amikor megpróbálhatja a labdát elütni és pontot szerezni, miközben a másik csapat dob és védi a mezőket. A baseballnál mindig a védő csapatnál van a labda. A csapatok akkor cserélnek helyet, ha a védő csapat az ütő csapat három játékosát kiejtette. A mérkőzést az a csapat nyeri meg, amelyik a kilenc játékrész végén a magasabb pontszámmal rendelkezik. Döntetlen esetén a mérkőzés addig folytatódik, amíg egy inningen belül az egyik csapat pontelőnyhöz nem jut. A játék elején a hazai pályán játszó csapat védekezik a pályán mind a kilenc játékosával, míg a vendég csapat tagjai egyenként kerülnek sorra, hogy üssenek.

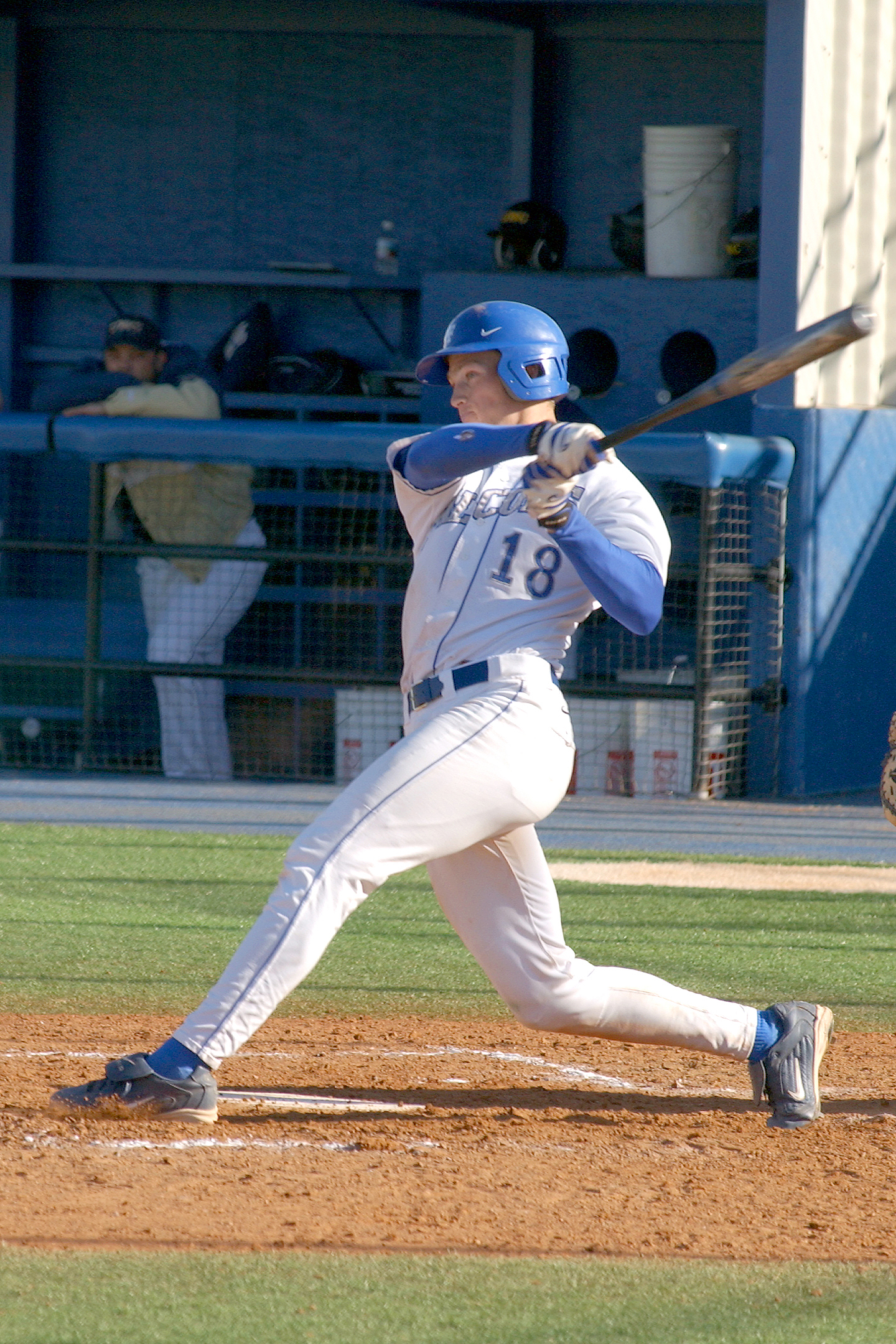
Az ütő játékos mozdulatának vége, miután egy felé dobott labdát próbált meg elütni.

A játék mindig a védekező csapat dobó (pitcher) játékosa és a másik csapat ütője (batter) között zajlik. A dobó a hazai bázis felé dobja a labdát, ahol a csapatába tartozó elkapó (catcher) várja az érkező labdát. Kettőjük között helyezkedik el a másik csapat játékosa, az ütő, a két ütődoboz egyikében áll és megpróbálja az elkapó felé dobott labdát elütni. Az elkapó feladata minden olyan labdát elkapni, amit az ütő nem talál el, vagy nem is próbál meg eltalálni. Feladata a dobó tudomására hozni, hogy mit dobjon és merre. Az elkapó feladata a játék előrehaladtával egyre felértékelődhet, attól függően, hogy a dobó miként reagál a kialakult játékhelyzetre.
Az ütő játékos célja, hogy a labdát érvényes területre üsse és az a földre essen, eközben az ütő játékos a következő bázisra (vagy bázisokra) beérjen, mielőtt a védekező csapat a következő bázisra juttatná a labdát (force out), vagy más módon kiejtenék (flyout, tag-out). Ha az ütőjátékos előbb érinti a bázist, minthogy kiejtenék, akkor bázisfutónak (baserunner) hívjuk. A bázisfutónak mindegyik bázist sorban meg kell érintenie, tehát az ütő feladata az, hogy lehetőséget adjon a többi játékosnak a bázisfutásra, illetve hogy ő maga is bázisfutó legyen. Ezt ellensúlyozandó a dobó megpróbál úgy dobni, hogy az ütő minél nehezebben találhassa el a labdát. A force play (kényszerjáték) az a helyzet, amelyben egy bázisfutó kénytelen elhagyni a kiindulási bázisát, és megpróbál a következő bázisra lépni. Az első bázison lévő futó mindig kénytelen megpróbálni a második felé indulni, amikor az ütő futóvá válik. A második vagy harmadik bázisnál lévő futók csak akkor kényszerülnek erre, ha a mögöttük lévő összes bázist már elfoglalják a futó, és az ütő futóvá válik.
Minden egyes fél-játékrészben az a védő csapat feladata, hogy a másik csapat három játékosát kiejtse a játékból. Az a játékos, aki kiesik, elhagyja a pályát és várnia kell, hogy az ütéshez újra sorra kerüljön.
A támadó csapat játékosait a következő módokon lehet kiejteni a játékból:
- a levegőben kapják el az elütött labdáját (flyout)
- futás közben megérintik a labdával (tag-out),
- futásra kényszerítésnél a labda előbb jut el arra a bázisra, ahova futnia kellene (force out)
- három hibás ütése volt (strikeout).

Miután a támadó csapatból három játékos kiesett, a fél-játékrésznek vége, a csapatok helyet cserélnek, az eddig védekező fog ütni. Egy teljes játékrész során tehát mindkét csapatnak van lehetősége támadni és védekezni is.

### A védekező csapat
A játékmezőn található csapat a védekező csapat. Az a feladatuk, hogy az ütő csapatot megakadályozzák abban, hogy befutással pontot szerezzen. A védekező csapat egyik tagja a dobó, aki dobódomb-on (pitcher's mound) áll, illetve az elkapó vagy elfogó, aki a hazai bázis mögött guggol. A csapat hátralévő hét tagja a játékmezőn bárhol elhelyezkedhet, de az általánosan bevált gyakorlat szerint a belső mezőben négy belső védő (infielder) áll, míg a külső mezőn kap helyet a maradék három – ők a külső védők (outfielder).
A dobó fő feladata, hogy a labdát a hazai bázis felé dobja úgy, hogy az ütő játékost kiejtse. A dobók emellett a védelemben is részt vesznek az elütött labdák elkapásában vagy a bázisok védésében. Az elkapó fő feladata a labdát elkapni akkor, ha az ütő azt nem találta el. A dobóval és az edzőkkel együttműködve az elkapó dolgozza ki a játék stratégiáját – ő ajánlja, hogy milyen labdát dobjanak és irányítja a többi védő játékos helyét. Emellett az elkapók felelnek a hazai bázis melletti terület védelméért.
A négy belső védő az egyes védő (first baseman), a kettes védő (second baseman), a beállós (shortstop) és a hármas védő (third baseman). Az első és a harmadik bázis védője a saját bázisuk környékén marad. A második bázis védője és a beállós a második bázis két oldalán helyezkedik el, az első és a harmadik bázis felé.
Az első bázis védőjének feladata az ütés után az első bázis felé futó játékos kiejtése. Ha az elütött labda földet ér, akkor a többi belső védő azt neki dobja át, hogy ő még a futó ütő előtt a labdát a bázishoz érinthesse – ekkor a bázisra a játékos már nem futhat be, és kiesik. Ha az elütött labdát még a levegőben kapják el, akkor az ütő automatikusan kiesik. Szintén az első bázisvédő kapja el az első bázis felé ütött labdákat. A második bázisvédő a második bázistól jobbra helyezkedik el, és így segíti az első bázisvédőt. A beállós felel a második és a harmadik bázis közötti, kritikus fontosságú területért – a jobbkezes ütők labdái ugyanis általában arra repülnek. Ez a legfárasztóbb védelmi pozíció, úgyhogy egy jó beállósnak nem kell feltétlenül jó ütőnek is lennie. A harmadik bázisvédő számára legfontosabb képesség egy erős dobó kéz, hogy az arra repült labdákat jó messzire át tudja dobni az első bázisvédőnek. A harmadik bázisvédő számára emellett még a jó reflexek is fontosak, mivel az arra repülő labdák általában gyorsabbak, mint a többi belső védőnél.
A három külső védőt balkülsősnek (left fielder), középkülsősnek (center fielder) és jobbkülsősnek (right fielder) hívják, és a bal-jobb irányt az elkapó szemszögéből nézik. Az összes külső védő közül a jobbkülsősnek kell a legerősebb karúnak lennie, mivel neki kell a harmadik bázis felé futókat kiejtendő dobásokat megtennie. A középkülsős nagyobb területért felel, mint a két szélső társa, úgyhogy neki gyorsnak és mozgékonynak kell lennie, ráadásul erős dobással, hogy a belső védőknek dobhassa a labdát. Ahogy a beállós eseténél is, a csapatok általában kritikus fontosságúnak tartják a középső védő pozícióját. A középső védő emellett a külső védők vezetője, és a két szélső védő elsőbbséget kell, hogy adjon neki a repülő labdák elkapásánál.
A védők pozícióit a játékszabály nem határozza meg. A játékosok gyakran mozognak a pályán, hogy a kialakult játékhelyzetnek vagy egy adott ütőnek megfeleljenek, és bármikor helyet cserélhetnek egymással.

#### Dobás

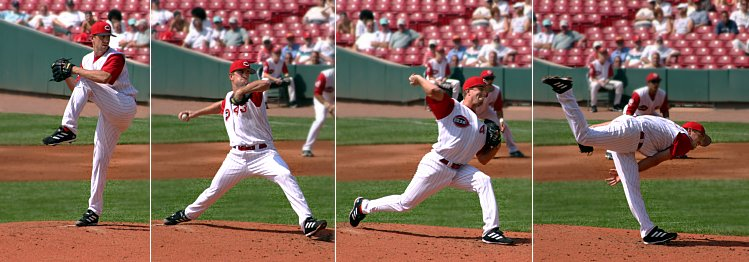
Egy dobó mozgássorozata

Egy baseball csapat számára rendkívül fontos a hatékony dobás. A dobás adja ugyanis meg a védekező csapat számára az egyik esélyt arra, hogy az ütőket kiejtsék és a támadó csapat többi tagját a helyükön tartsák. Egy teljes játék során mindkét csapat több száz dobást végez, és a legtöbb dobó a játék vége előtt kifárad. Egy játék során gyakran van szükség több dobóra – a kezdő dobótól a bullpenben bemelegítő többi dobóig. A dobókat a többi játékoshoz hasonlóan lehet cserélni, és a szabályok annak nem szabnak határt, hogy egy játékban hány dobó vehet részt. A dobó fő fegyvere a sokféle dobás, amelyeket a pontosság, a sebesség és az elmozdulás alapján kategorizálnak. Minden dobó lehetőség szerint többféle, de legalább kétféle dobást tanul ki részletesen. Ezen belül a jó gyorslabda (fastball) elsajátítása elengedhetetlen, mivel ez a dobásfajta teszi ki a dobások több mint 70%-át.
A dobónak a dobás során az egyik lábát mindig a 60 cm × 15 cm-es dobógumihoz érintve kell tartania, ami a dobódomb tetején helyezkedik el. A dobó így nem léphet egy lépésnél többet hátra, hogy minél nagyobb lendülettel dobhassa el a labdát. Mindezek ellenére egy átlagos Major League-dobó akár 145 km/h-s sebességgel is tud dobni.
Ha legalább egy futó van valamelyik bázison, akkor a dobó illegális mozdulataiért, cselekedeteiért a játékvezetők balk-ot ítélhetnek. Ekkor a futó játékosok automatikusan a következő bázisra sétálhatnak.
A dobóhoz bemehet az edző, ezt mound visit-nek hívják. Egy 9 inninges mérkőzésen 5 mound visit lehetőség van csapatonként, dobócsere nélkül. Minden egyes extra inning esetén tovább egy mound visit lehetőség van, dobócsere nélkül. Túllépés esetén dobót kell cserélni. Ha ugyanabban az inningben kétszer van mound visit ugyanannál a dobónál, akkor dobócsere szükséges.

### Az ütő csapat
Az ütő csapat célja, hogy befutásokkal pontot szerezzen. Az ütő csapat a lineup-nak nevezett sorrendben küldi a kilenc játékosát ütni. Minden egyes csapat a játék elején határozhatja meg az ütési sorrendet, és ezen nem is változtathat – kivéve, ha játékoscserét hajt végre. A cserejátékos a sorrendben ugyanazt a helyet foglalja el, mint akit lecserélt, viszont a védelemben nem kell ugyanabban a pozícióban játszania. Miután mind a kilenc játékos ütött, a sor a lineup első játékosával újra kezdődik. A sorrendnek nem megfelelő ütést a szabályzat tiltja. Amint egy bázisfutó visszaér a hazai bázisra, akkor a csapatának pontot szerez, és kikerül a játékból, amíg a lineupban újra sorra nem kerül. Egy bázisfutó csak egyetlenegyszer futhat körbe ütésenként, úgyhogy csak egyetlenegyszer szerezhet pontot.
Amikor az ütő megfelelően találja el a labdát, akkor az első bázisra kell indulnia, ahol megállhat, vagy ahonnan továbbmehet a másodikra. Azt a sikeres ütést, amelynek köszönhetően a játékos az első bázisig jut single-nek hívják. Ha azonnal a második bázisig ér, akkor az már double, és ha a harmadikig, akkor az a triple. Azt az ütést, amelynek köszönhetően az ütő egyszerre tud a három bázison át hazaérni, home run-nak hívják. Ilyenkor az ütő, és a bázisokon található bázisfutók az összes előttük álló bázist megérinthetik és pontot szerezhetnek. Inside-the-park home run annak az elnevezése, ha az ütőjátékos a labdát nem ütötte ki a játéktérről, de hazaér. Ha a labda földre pattanás után kerül a kerítésen túlra, az érvényes területre, azt ground rule double-nek nevezik, ilyenkor az összes bázisfutó két bázist haladhat.
Az eltalált labdának más neve van attól függően, hogy miként repült tovább. Fly ball-nak, repülő labdának hívják azt, amikor a labda repülés közben magas ívet ír le. A line drive, vagy egyenes labda szinte a földdel párhuzamos röppályán halad. Azt a labdát, ami még azelőtt a földre pattan, hogy egy védő elkaphatná, ground ball-nak, földi labdának hívják.
Ha az ütő és a többi futó mind megállt egy bázisnál vagy pedig kiesett, akkor a labda visszakerül a dobóhoz és a következő ütő lép a hazai bázishoz. Ez addig folytatódik, amíg három játékos ki nem esik – ekkor a bázisokon található összes futó kiesik. Egy ütés során több játékos is kieshet, két játékos kiesése a double play, három játékos kiesése a triple play.
Az infield fly szabálynak nevezik, amikor egy magasan elütött labdát úgy kezelnek, mintha elkapták volna, mielőtt a labdát ténylegesen elkapják, még akkor is, ha a labdát a játékos nem kapja el, vagy szándékosan ejti el. Ha a játékvezető egy infield fly-t jelent be, az ütő kiesik (és minden force play megszűnik), függetlenül attól, hogy a labdát elkapták-e vagy sem. A szabály azért létezik, hogy megakadályozza, hogy a védelem dupla vagy tripla játékot hajtson végre azáltal, hogy szándékosan nem kap el egy olyan labdát, amelyet egy infielder átlagos erőfeszítéssel el tudna kapni. A szabály feltétele, hogy kevesebb mint kettő kiesett játékos legyen, és force play lehetőség legyen a harmadik bázisra (azaz az egyes és a kettes bázison futó van, vagy mindhárom bázison futó van). A szabály nem alkalmazható line drive vagy bunt ütés esetén. A labda azonban játékban van, a futók a saját kockázatukra haladhatnak tovább. Ha a labda érvénytelen terület felé halad és nem kapják el, akkor az foul labdának minősül.
A bázisokon található játékosok számáért nem jár pont, és kezdetét veszi a következő fél-játékrész. Miután a másik csapat is a saját sorrendje szerint ütött, amíg három játékosa ki nem esett, az első csapat ütési sorrendje onnan folytatódik, ahol korábban abbamaradt.

#### Ütés

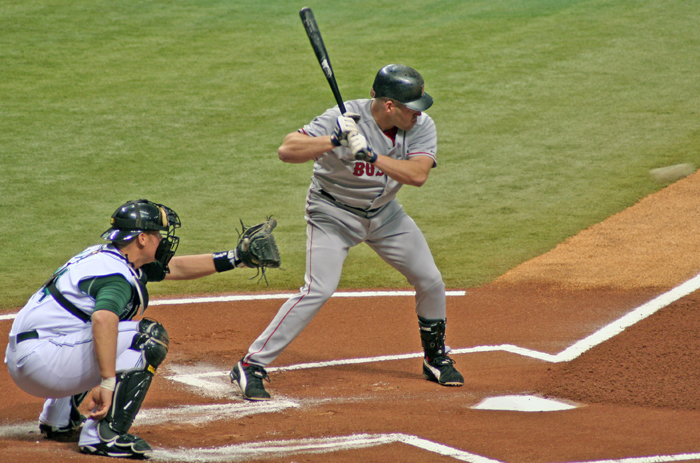
Kevin Youkilis, a Boston Red Sox játékosa ütés előtt

Minden ütő játékos többször próbálhatja meg az irányába dobott labdát eltalálni. A dobó a hazai bázis felé dobja a labdát, miközben az ütőjátékos az ütődobozban (batter's box) áll. Minden egyes dobásnál az ütőnek gyorsan el kell döntenie, hogy a felé dobott labdára suhintson-e és így megpróbálja eltalálni, vagy ne. A döntésnél az ütőjátékos főleg azt mérlegeli, hogy a dobott labda a strike zóná-ba fog-e érkezni. Ez a zóna pontosan a hazai bázis felett van, az ütőjátékos térdei és alkarjai között. Az ütőjátékos a labdára suhintás helyett úgy is játékba hozhatja a labdát, ha az ütőt a hazai bázis felett tartva egy kicsit lepattintja a labdát, ami így általában nem repül messzire, hanem a földön pattog. Ezt a lepattintást pöcinek (bunt) hívják.
A hazai bázisnál álló bíró dönti el, hogy a labda a strike zónán belül volt-e. A döntés végleges, nem lehet ellene tiltakozni.
Három ütőhiba után kiesik az ütőjátékos. Ütőhibának (strike) számít, ha az ütőjátékos:
- a labda felé suhint, de azt nem találja el (swinging strike)
- nem suhint, de a labda a strike zónán belül volt a bíró döntése alapján (called strike)
- suhintás közben megérinti a labdát, de az földetérés nélkül az elkapó kesztyűjébe kerül, akkor az hibás ütés (foul tip). 2 strike után harmadiknak számít és kiesést jelent.[6]
- a labdát az érvénytelen területre üti (foul ball).[7] 2 strike után a foul nem számít, foul labdával nem lehet kiesni. A szabály alól az a kivétel, ha a hibás labda egy bunt eredménye – ekkor a két strike mellé az ütőjátékos kap egy harmadikat is, és kiesik. Ugyanakkor az érvénytelen területen a levegőben elkapott labda flyout-nak számít.

Dobóhibának számít ha a labda a strike zónán kívül volt a bíró döntése alapján és az ütőjátékos nem suhintott. A negyedik dobóhibánál az ütőjátékos tovább sétálhat az első bázisra. Ezt sétálásnak (walk) hívják. Szándékos sétáltatásnak (intentional walk) hívják, ha egy ütőjátékost az első bázisra küldenek, anélkül, hogy ütéshez állna.
Ha a dobó, véletlenül vagy szándékosan, de a baseball ütőt kivéve eltalálja az ütőjátékost (hit by pitch), akkor az ütőjátékos azonnal az első bázisra sétálhat.
A dobóhibákat és ütőhibákat is számolják, ebben a sorrendben jelzik. A 3–2 arányt (3 dobó-, 2 ütőhiba) full count-nak hívják.

#### Bázisfutás

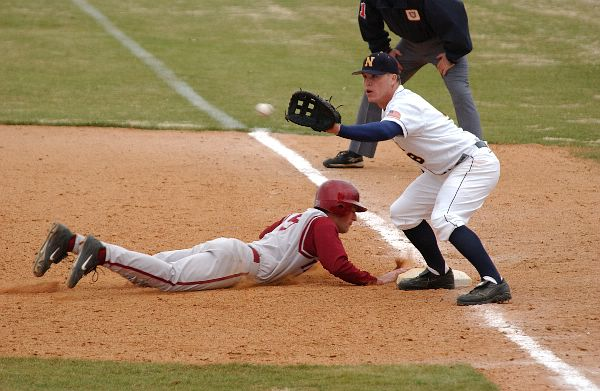
A piros mezes játékos, a futó hason csúszik a bázis megérintéséért. Ha a fehér mezes játékos azelőtt érinti meg a labdával a futót, hogy az elérné a bázist (pick-off), akkor az kiesik.

Minden ütő célkitűzése az, hogy ő maga is bázisfutó legyen (például egy hibátlan ütés vagy sétálás után), vagy pedig hogy a többi bázisfutót segítse. Amint egy ütő sikeresen az első bázisra kerül, akkor addig azon a bázison maradhat, amíg a következőre nem próbál szaladni, futásra nem kényszerítik vagy vége nincs a fél-játékrésznek. A második és harmadik bázison álló futók pontszerzési helyzetben vannak, hiszen egy egyszerű ütés után, még egy single-nél is pontot szerezhetnek.
Az a futó, aki egy bázishoz ér, biztonságban van és nem lehet kiejteni. A bázisfutók a következő bázisra akkor mehetnek tovább, ha egy hibátlanul elütött labda földet ér. Ha a repülő labdát még a levegőben kapják el, akkor a futóknak vissza kell térniük a kiinduló bázishoz és megérinteni azt, de még megpróbálhatnak tovább menni. De a futók általában ilyen esetben csak akkor indulnak, ha a labdát már elkapták.
A bázisfutók azt is megpróbálhatják, hogy dobás közben előreszaladnak bázist lopni (stolen base). A dobó játékos ezt úgy akadályozhatja meg, hogy nem az ütőjátékos felé dobja a labdát, hanem az egyik belső védőnek, ezt pick-off-nak hívják. Ha a bázisfutó sikeresen megérinti a bázist, akkor biztonságba kerül. Ha a futó biztonságba érése előtt azonban a belső védők a labdával megérintik a bázist, akkor a futó kiesik, mert lopás közben elkapták (caught stealing).
A baseball pályák kis mérete miatt nagyon sok, csupán pillanatokon múló bázisfutás látható. Egy sikeres bázisra csúszás az egész játék kimenetét befolyásolhatja. Általában a bázisfutás a játék egyik taktikai eleme, és sikeres kivitelezéséhez a futók (és az edzők) jó döntéshozása szükséges, amely során az előrehaladás lehetőségét mérlegelik a kiesés esélyével szemben.

#### Játékrészek és a győztes eldöntése
A baseballt más csapatjátékokkal ellentétben nem időre játsszák. A mérkőzések kilenc, döntetlen esetén több játékrészből állnak. Átlagosan egy mérkőzés 2,5-3 óráig tart.
Egy játékrész akkor befejezett, ha mindkét csapat játszott védőként és támadóként is (a vendégcsapat előbb kerül az ütéshez, mint a hazai csapat). Egy szokványos játék kilenc részből áll, de néhány liga (például Amerikában a középiskolai baseball) csak hetet játszik le. Az utolsó rész végére a több pontot szerzett csapat nyer. Ha a hazai csapat vezet a nyolc és feledik játékrészben, akkor ők a győztesek, és az utolsó fél-játékrészt nem játsszák le. Ha a hazaiak döntetlenben vannak az utolsó részben, és pontszerzéssel átveszik a vezetést, akkor a játéknak azonnal vége van, amint a győztes futás a hazai lapkához ér; azonban, ha az utolsó ütő hazafutást üt, akkor ő és az összes bázisfutó pontot szerezhet.
Ha mindkét csapatnak ugyanannyi pontja van a játék végére, a döntetlen elkerülése végett extra játékrészeket lehet lejátszani. Ezekből bármennyi lehet, amíg valamelyik csapatnak több pontja nem lesz a játékrész végére. A hazai csapat azonban mindig válaszolhat, ha a vendégcsapat jobban áll egy fél-játékrészben; ez egy kis taktikai előnyt jelent a hazaiaknak. Elméletben egy baseball-meccs a végtelenségig mehet így, gyakorlatilag persze egyszer véget ér. Ezt segítendő, egy meccs véget ér, ha mindkét csapat kifogy a cserékből. A Major League leghosszabb játéka 26 részből állt (1920. május 1.) a Brooklyn Robins és a Boston Braves összecsapásán. Két másodosztályú csapat, a Pawtucket Red Sox és a Rochester Red Wings egy 33 részes mérkőzést játszottak le 1981-ben.
A Major League keretein belül döntetlen csak akkor fordulhat elő, ha a körülmények lehetetlenné tették a további játékot. Egy döntetlen játék nem számít hivatalosnak addig, amíg később be nem fejezik, vagy újra nem játsszák; a játékosok egyéni statisztikái azonban a döntetlen esetén is tovább számolhatók. A zord időjárás megrövidítheti a meccseket, de ahhoz, hogy egy meccs érvényesnek számítson, legalább 5 játékrésznek lejátszva kell lennie (4 és fél is elég, ha ekkor a hazai csapat vezet). Ritkán ugyan, de egy játékot büntetésből is el lehet veszíteni (például, ha valamelyik csapat nem jelent meg a meccsen, általában 9–0 vereséget szenved).
Minden fél-játékrész közt egy rövid szünet van, ilyenkor veszi át a helyét az új védőcsapat, a dobó pedig bemelegít.

### Cserék
A csapatok bármelyik játékosukat lecserélhetik akármikor, amikor a labda nincs játékban (dead ball = halott labda). Egy ütőjátékost felváltó csapattagot pinch hitter-nek neveznek, ehhez hasonlóan, például egy bázisfutó cseréje lesz a pinch runner. A lecserélt játékosok már nem állhatnak vissza a játékba.
Elterjedt dolog, hogy egy dobót néhány játékmenet után felvált egy felváltó dobó (relief pitcher): mivel a dobás nagy összpontosítást és sok gyakorlatot igénylő képesség, a dobók többsége viszonylag gyenge ütő; amikor az adott dobó ütőjátékosként tevékenykedne, leváltják. Később, amikor újra védekezésbe áll a csapat, ezt a pinch hitter-t cserélik le egy dobóra. Sok amatőr liga engedélyezi a kezdő játékosoknak, hogy visszatérhessenek a játékba csere után is, sőt, gyakran nyílt és szabad cseréket is alkalmaznak, ezzel elősegítve a magas részvételi arányt (hiszen így a magas tagszámú csapatok közül is játszhat egy meccs alatt mindenki).
A legtöbb csapat felépítése a következő:
• 5 kezdő dobó (starting pitcher)
• 7 reliever (long reliever, middle reliever, bal-kéz specialista, set-up man, closer)
• 2 elkapó (starter és sub)
• 1 első bázisvédő
• 1 második bázisvédő
• 1 harmadik bázisvédő
• 1 beállós
• 1 bal védő
• 1 jobb védő
• 1 középső védő
• 4 kispados (sub, pinch hitter, pinch runner, de általában 2 extra belső védő és 2 extra külső védő)

## További résztvevők

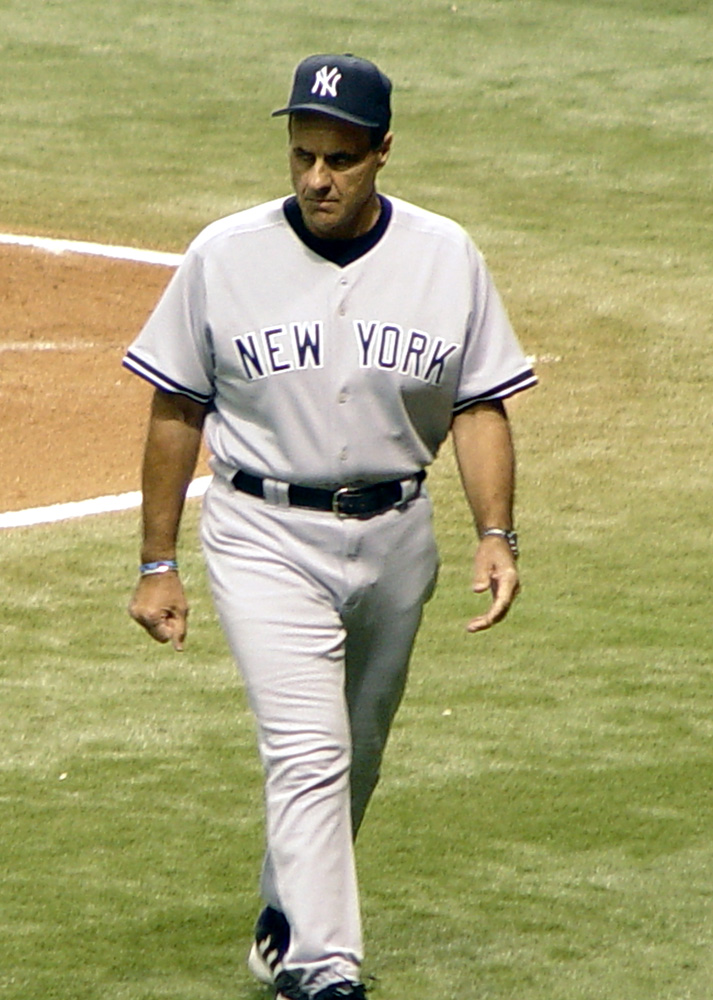
Joe Torre, a New York Yankees volt menedzsere

Minden egyes csapatot egy menedzser (főedző) irányít, aki felel a játékosok helyzetének beosztásáért a pályán, meghatározza az ütési sorrendet, eldönti, hogyan cseréljen a csapat egy meccsen, de legfőképpen kitalálja a stratégiát a mérkőzés előtt illetve az alkalmazandó taktikát a játék folyamán. A menedzsert az edzők segítik, akik a játékosok képességeit fejlesztik, de fontos szerepet töltenek be a mérkőzéseken is. Amikor egy csapat támad, az edző(k) a kijelölt helyükre állnak (coach’s box); innentől első, illetve harmadik bázisedzőknek hívják őket. Feladatuk segíteni, irányítani a játékosnak a bázisok között, valamint jelekkel tudatják az ütőkkel és a futókkal a taktikát. Továbbá vannak edzők (a pitching coach és a bullpen coach) akik csak a dobókért felelnek, illetve a menedzser közvetlen segítője, a kispadedző (bench coach). A baseball egyedinek számít abban a tekintetben, hogy a menedzser és az edzők is a játékosokéhoz hasonló számozott mezt viselnek.
Minden baseball-meccsen található egy, vagy több bíró, akik a szabályok betartására ügyelnek. Ha legalább egy bíró van játékban, akkor ő a kapó mögé áll, ahonnan jó rálátása van a strike zónára, és így meg tudja állapítani a dobásokról, hogy az ball, vagy strike. A többi bíró általában a bázisok közelében áll, átlátva a mezőn történő cselekvéseket. A Major League-ben négy bíró működik, mindegyikük egy-egy bázisnál. A rájátszás meccsein már hat bíró figyel a játékra, négy a bázisoknál és kettő a külső mező partvonala (foul line) mentén.

## Játékstratégiák
A baseball nagyon fontos része a stratégia. Jelentős része a játéknak agymunkát igényel, mindig pontosan tudni kell a lehetséges játékszituációkat. Ezt remekül Yogi Berra – korának egyik legnagyobb játékosa – fogalmazta meg, aki viccesen azt mondta: „A baseball 90% fejjáték. A másik fele fizikai.” (Baseball is ninety percent mental. The other half is physical.)

### A védekezés stratégiája
A védekező csapatnak attól függően kell cselekednie, hogy éppen van e futójákos a bázisokon, bal vagy jobb kezes az ütőjátékos, "nagyvágó" vagy inkább gyors ütőjátékos következik ütésben. Alap helyzetben mindenki a lehető legmesszebb áll az ütőjátékostól, ezzel nagy területet levédekezve. Az első és hármas bázis védője kicsit közelebb, a kettes védő és a beállós a belső mezőny szélén. Így a belső mezőnybe érkező pattanó labdákat is elérik, az esetlegesen a külső és belső védők közé érkező magas labdára is menni tudnak.
Mikor az első bázison futó van, akkor a helyzet megváltozik (double play felállás). Megpróbálnak egy ütésből két játékost is kiejteni, ennek megfelelően kicsit beljebb jönnek a kettes védő és a beállós a kettes bázishoz közelebb helyezkedik. Az egyes védő majdnem végig a bázisán marad, csak amikor a dobó már eldobta a labdát akkor merészkedik el onnan, hiszen addig még neki is jöhet a labda (pick off). Tovább bonyolítja a helyztet, ha több bázison vannak futók a variációk nagyon sokfélék.
A védők elhelyezkedésében a statisztika is nagy szerepet játszik. Rengeteg adat áll randelkezésre egy-egy ütőjátékosról, például az ütésének várható irányáról is. Aki sokszor üt messzire annál észrevehető, hogy a külső védők is messzebb helyezkednek, illetve jobbra-balra eltolódva. A gyengébb ütőknél pont fordított a helyzet, ilyenkor inkább befelé, a hazai bázishoz közelebb állnak fel.
Jellemző védekezési forma az infield in felállás. Ez akkor tapasztalható, amikor a támadó csapatnak pontszerzési esélye van. Ilyenkor a védekező csapat megpróbálja a hazai bázis felé futó futójátékost kiejteni – aki egy sikereses befutással pontot szerezne. Ennek megvannak a maga veszélyei, így csak kellő körültekintéssel alkalmazható és korántsem biztos, hogy célravezető lesz. Egyik legextrémebb formája, amikor a 9. játékrész alján a hazai csapat pontszerzése a mérkőzés végét jelentené. Ilyenkor nem csak a belső, hanem a külső védők is nagyon bejönnek, hiszen egyetlen céljuk a pontszerzés megakadályozása lehet (do or die).
De a legextrémebb védekezési forma a shift azaz az eltolás. Ezt csak balkezes erős ütők ellen alkalmazzák. Mivel balkezes erős ütők nagyrészt a jobb mező felé ütnek, a védők ezt a területet próbálják elvenni tőlük, eltolva a teljes belső védekezést, ami által a harmadik bázis közeli terület teljesen védtelen marad.
Az éppen alkalmazandó védekezési forma eldöntése a menedzser feladata. Nem ritkán nagy kockázattal járó felállások ezek, ezért kell egy felelős személy aki ezek alkalmazása mellett dönt. Ha sokszor alkalmazza rosszul a menedzser a felállásokat, akkor nem biztos, hogy sokáig a csapatnál tartják, ha nagyon ráérez a szituációkra, akkor edzőlegendává válik.

### A dobás stratégiája
A baseballban az egyik legfontosabb játékos a dobójátékos. Mind fizikailag, mind pszichésen nagyon megerőltető a feladata, hatalmas koncentrációt igényel munkája. Egy profi dobójátékosnál szinte alapfeltétel, hogy oda dobja és úgy a labdát, ahová azt az elfogó kéri. Rengeteg féle dobásmódót ismerünk, de mindig jönnek új és még ismeretlen trükkök. Vannak olyanok is, amik két eddig külön dobásként ismert variáció ötvözéséből alakul ki (knucklecurve, slurve).

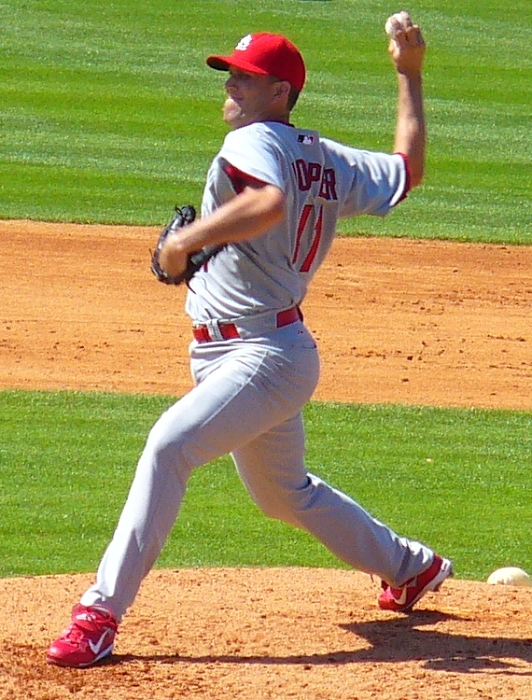
Braden Looper, a St. Louis Cardinals dobója

A dobások közül a legegyszerűbb a fastball, ami a sima egyenes, de gyors labdát jelenti. Ennél kicsit lassabb, de a végén oldalirányba kanyarodó labda a slider. Ezeknél is viszonylag lassabb, ám nagyon elmozgó labda a csavart curveball. Valamint a gyorsnak tűnő, ám végül szépen lassan beérkező labda az changeup (ilyenkor a dobó mozgása megtévesztő, illetve a labda kicsit leesik útja végén). Ezeken kívül természetesen rengeteg féle dobás létezik, többek között a screwball, knuckleball, sinker, cutter, illetve a betiltott spitball és a mitikus gyroball, melyek az ütők életének megkeserítését szolgálják.
A dobások helyezése is fontos. Hatalmas szerepe van annak, hogy az ütőjátékoshoz közelebb (inside) vagy tőle minél távolabb, de még jó helyre (outside) menjen a labda. Játszanak még az alacsony és magas labdákkal is, mindezt úgy, hogy a strike zónát éppenhogy, de azért érintsék a dobások. A rengeteg statisztikai adat között találunk olyat is, mely arról árulkodik, hogy melyik ütőjátékos melyik dobásokat nem szereti, illetve a széles vagy a közeli labdákkal nem tud mit kezdeni. Az elkapó ennek ismeretében kéri a dobótól a dobásokat. Természetesen előfordul, hogy a védekezési felállásnak megfelelően kell dobni, hogy ha például a jobb oldalra helyezkednek a védők akkor nagyon nehéz legyen a balmezőnybe küldeni a labdát. De túlnyomó részben a dobó erősségeire építik fel a követendő stratégiát, taktikát.
A dobójátékosok dobási stílusukban is különbözőek. Van a hagyományosan felülről dobó játékos, vannak akik oldalról (side arm) és vannak akik alulról (submarine) próbálják célba venni a strike zónát. Természetesen vannak ütők akiket az egyik, vannak akiket a másik fajta dobó tud könnyebben zavarba hozni. Arra is nagy figyelmet fordítanak, hogy bal vagy jobb kezes-e a dobójátékos.
Az éppen a szituációnak legjobban megfelelő dobó kiválasztása a menedzser feladata, akinek ebben nyújt segítséget a dobó edző (pitchig coach). Egyszerre több típusú dobót is melegen tartanak, az esetleges cserére, akikből aztán a legjobbat kell kiválasztani. A dobócsere is fontos része a baseballnak. Jó időben kell észrevenni mikor kezd fáradni egy meccsben lévő dobó, mikor szorul frissítésre ez a poszt.

### A támadás stratégiája
Csakúgy, mint a védelemben a támadásban is fontos a stratégia. Rögtön az első dolog az ütősorrend kialakítása (line up). Nem mindegy, ki után ki következik, gyors játékos elé például nem jó lassú játékost tenni, jól ütő játékos elé inkább olyanokat tesznek, akik kijutnak a bázisra stb. Az alapelv, hogy az első ütőnek egy gyors és gyakran a bázisra kiérő játékost jelölnek. A második hely stratégiai, hiszen itt a már kijutott társat kell tovább tolni, pontszerzési helyzetbe hozni. A 3-4-5. ütők a nehéztüzérség, ide a lomhább ám nagyot ütő játékosok kerülnek. A sorrend végén, főleg az utolsó két játékos, a csapat leggyengébb ütői állnak. Ha nincs DH (designated hitter) alkalmazására lehetőség, akkor a legáltalánosabb, hogy a nyolcadik ütő a Catcher, akiktől nem várják el a jó ütőteljesítményt, és a kilencedik, azaz utolsó a dobó. Így hosszú távon a gyengébbeknek jóval kevesebbszer kell ütéshez állniuk, illetve nagyobb mozgástérhez jut az edző, mikor dobócserére kerül a sor.
Az ütők és az edzők jelekkel kommunikálnak, itt kapják meg az utasításokat, melyek olyanok például, hogy „ne üss”, „pöcizz”, „üss és fuss” stb. A ne üss jel lényege, hogy az ütőjátékos valamilyen indok miatt ne lengessen a dobásra. Ennek lehet az oka, hogy a dobó nem találja a zónát, esetleg a cél a dobó fárasztása, de lehet, hogy ha van a csapatnak futója, hogy őt szeretnék ellopatni egy következő bázisra, amikor is nem szerencsés ha közben éppen egy magasat ütne az ütő (ilyenkor a futóknak vissza kell érinteniük a kiindulási bázisukat).
A pöci (bunt) egy taktikai fegyver. Ilyenkor az ütő csak beleteszi az ütőjét a dobásba, és valahova a közelbe pöccinti csak. Gyors futóknál bázisra jutási szándékkal is láthatunk ilyet, de legjellemzőb felhasználási területe a már pályán lévő futók tovább tolása. Ez az úgynevezett feláldozott pöci (sacrifice bunt). Amíg a védők a pöciző játékossal vannak elfoglalva, addig társa(i) zavartalanul haladhatnak tovább.
Az üss és fuss kombináció már nehezebben kivitelezhető fegyver. Ilyenkor a már kint lévő futók a dobás pillanatában futni kezdenek, az ütőjátékosnak pedig legyen bármilyen is a labda bele kell legalább érnie. Mivel a futók elindulnak, a védők kénytelenek őket lereagálni, ezzel szabadabbá téve a pályát. Egy ilyenkor jól helyezett ütés aranyat érhet. Természetesen a jeleknek lehetnek kombinációi is, például üss és fuss pöcivel kombinálva.
Másik támadó fegyver a bázislopás. Ezt csak az igazán gyors játékosok tudják kivitelezni, hiszen a dobójátékos dobásának pillanatában kell elindulni a következő bázis felé, és odaérni addig, amíg a labda az elfogó érintésével nem éri el a lopni kívánt bázist. Ilyenkor a lopások végén hatalmas csúszásokat (slide) láthatunk, hiszen a labdával még meg is kell érinteni a lopó játékost, aki ennek elkerülése érdekében a földön csúszva közelíti meg a kiszemelt bázist.
Támadási taktika lehet még az úgynevezett kijelölt ütő használata is (designated hitter). Major League-ben az amerikai ligában (American League) használható ez az extra játékos, aki a dobó helyetti támadó munkát végzi. Szintén taktikai fegyver egy adott szituációra ütőt cserélni. Ilyenkor egy védekező specialista, de gyengén ütő játékos helyett hoznak be egy – a szituációnak jobban megfelelő – ütőt (pinch hitter). Mikor ő befejezte az ütést akkor pedig egyből le is cserélik egy másik jól védekező játékosra. Vannak akiket gyorsaságuk miatt tartanak leginkább és csak akkor jutnak szerephez, ha hirtelen gyors futó kell (pinch runner). Ilyen lehet például amikor egy pont hiányzik a győzelemhez, de a pályán egy lomha játékos van. Ilyenkor őt egy fürge játékosra cserélik, aki egy kisebb ütésből is tud több bázist haladni.
A taktikát, mint mindenben a menedzser dönti el, segítője az ütő edző (batting coach). Csakúgy, mint a dobásnál az ütőedző javasol, de a végső döntés a menedzseré.

## Statisztikák
A baseball egyik alapeleme, ami miatt rajongók milliói lelkesednek érte. Talán az egyik legjobban adatosítható sportág, napjaink technikai fejlettsége lehetőséget ad arra, hogy dobásról dobásra rögzíthető legyen mi történt. Rengeteg féle statisztika létezik a három fő kategóriában (dobás, ütés, védekezés).
Az ütési statisztikák között szerepel mennyiségi jellegű illetve százalékos. Mennyiségi például hogy egy adott játékos hányszor ütött egybázisos, kétbázisos stb. ütést. A százalékos pedig arról ad információt, hogy milyen hatékonysággal dolgozik egy adott ütő. Legismertebb az ütőátlag, mely arról ad információt, hogy egy játékos 10 esetből hányszor üt base hit-et. (H/AB=ütőátlag). Manapság külön statisztika készül arról, hogy milyen átlaggal játszik valaki este-nappal, műfüvön-füvön, jobb kezes dobó ellen – balkezes dobó ellen stb. Mivel az MLB-ben az alapszakasz 162 mérkőzésből áll, így elég jó képet kaphatunk egy-egy játékos ütési teljesítményéről. A jó játékosok .300 körül végeznek (30%), a gyengébbek .230 körüli ütőátlagot produkálnak. A .200 („Mendoza-vonal”) vagy az alatti ütőátlag a dobójátékosokat leszámítva elfogadhatatlannak minősül.
A dobókról szintén rengeteg adat árulkodik. Legjellemzőbb a dobott strike out-ok száma, illetve, hogy 9 játékrészre viszonyítva hány olyan pontot kapnak, ami csak a dobón múlott (ERA – earned run average). A dobók statisztikája talán még fontosabb, mint az ütőké, hiszen rengeteg féle szituációs adatot tartalmaznak. Ha egy dobójátékos semmilyen adatban nem ér el kiemelkedőt, akkor MLB-pályafutása bánhatja.
A védekező statisztikák azt mutatják meg, hogy ki milyen védőmunkát végez. Számolják a védekezési segédkezéseket (assist), a kiejtéseket (position out) és a hibákat. Ezekből kapjuk a védekezési átlagot (fielding percentage). Ha egy játékos felé 10 labda megy egy meccsen és ebből 5-ször jól játssza meg, 5-ször pedig hibázik, akkor ez az átlaga 0,500-as lesz. Természetesen itt is létezik külön szituációkra bontott részleg is.
A legkiemelkedőbb statisztikai adatot produkáló játékosok nagy becsben állnak Amerikában. Teljesítményük elismeréseképpen bekerülhetnek a Hírességek Csarnokába (Hall of Fame). Ez egy amolyan baseball múzeum, ahol csak a sportág legkiemelkedőbb alakjai találhatók meg, ahol a sporttörténelem részévé válnak.

## Felszerelés

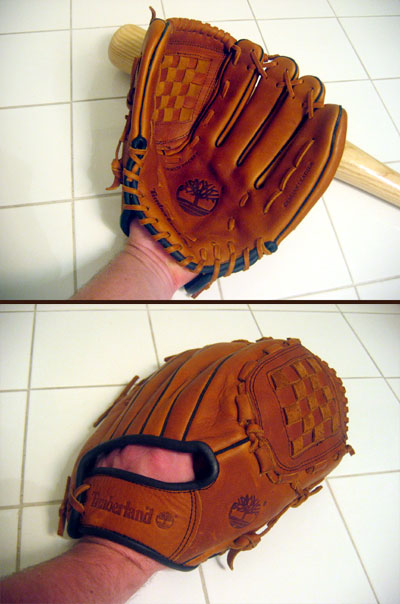
Baseballkesztyű

A baseballnak vannak alapvető felszerelései, ami nélkül nem ajánlott belevágni a játékba. A legfontosabb kellékek a labda, kesztyű és az ütő.
A baseball-labda kivülről bőr borítású, belsejében található egy kisebb gumilabda, amire rengeteg speciális anyag van feltekercselve, így alakítva ki a megfelelő súlyt és élettartamot. A labda nagyon kemény viszont könnyű és némileg rugalmas is.
Mivel a labda puszta kézzel való elkapása nem ajánlott, a védekező csapat speciális kesztyűket használ. Ezek bőrből készült a hüvelyk- és a mutatóujj között kosárral ellátott kesztyűk. A jobbkezes játékosok a bal kezükön, a balkezesek a jobbon viselik a kesztyűt, mert az ügyesebb kezükkel a labdát dobják. A kesztyűk posztoktól függően méretben is eltérőek: a külső mezőny játékosai nagyobb kesztyűt használnak, mint a belső védők. Speciális kesztyűt hord az egyes bázis védője, valamint az elkapó játékos.
Az ütő is fontos része a játéknak. Ez készülhet fából vagy fémből. Az MLB-ben csak faütőt lehet használni, de most már egyre több helyen csak ezt engedélyezik. Európában is ez lett az elfogadott, hiszen a fém ütővel könnyebben lehet nagyot ütni, így viszonylag nagyobb a balesetveszély. Korosztályos bajnokságokban még engedélyezett a fém ütő, ám ezek úgy vannak kialakítva, hogy annyira nagyokat ne lehessen velük ütni.
Ezeken kívül fontos még az elfogójátékos felszerelése, akin különösen sok védőfelszerelés van, hiszen nagyon könnyen eltalálhatja akár dobott, akár ütött labda. Az elfogók speciális felszerelése a maszk, mellvédő, lábvédő.
Az ütőjátékosoknak is kötelezően használniuk kell egy védő sisakot (helmet), amely a fejet védi a kemény dobásoktól.

## A baseball Magyarországon

### A magyar baseball története

#### A kezdetek
Magyarországon a baseball először az 1980-as évek végén, az 1990-es évek elején jelent meg és a kezdeteknél sem igazán a magyarok, hanem leginkább a kubai, a japán és az amerikai nagykövetségek dolgozói kezdtek el egymással játszogatni. Azonban hamar észrevették ezt a játékot a magyarok is, a rendszerváltás hangulata ráadásul ideális táptalajt jelentett az új dolgok számára, pláne, ha az a valami „Amerikából jött”. Ilyen volt a baseball is.
1991. október 23-án játszották le Magyarországon az első hivatalos mérkőzést, amelyen a Győr Dark Horses a Nagykanizsa Ants csapatát fogadta. A mérkőzés eredményénél ebben az esetben sokkal fontosabb a megtörténte, a két csapat sporttörténelmet írt ezen a napon: a baseball ezzel hazánkban is elindult.
1992. június 26-a a következő jelentős időpont a sportág hazai történetében. Ezen a napon alakult meg a MOBSz, azaz a Magyar Országos Baseball Szövetség. Alapító csapatok: Budapest Islanders Baseball Club, Győr Dark Horses, Magyar Baseball Club, Nagykanizsa Ants Baseball Club, Siófok Denewares Sport Club.
Az első magyar bajnokságot ezeknek a csapatoknak a részvételével rendezték. A Magyar Baseball Club nevét később megváltoztatták, mivel sokan kifogásolták, így a csapat végül is a bajnokságban már Óbuda Brick Factory-ként szerepeltek.
Az első magyar bajnokság végeredménye: 1. Budapest Islanders 2. Óbuda Brick Factory 3. Győr Dark Horses
1993-ban 4 új klub csatlakozott az eddigiekhez: a Budapest Ballbusters, a Vác New Deal, a Hungarian Astros, és a későbbi többszörös bajnok a Szentendre Sleepwalkers.
Februárban új öröm érte a sportág rajongóit: a CEBA Stockholmi kongresszusán a szövetséget felvették az Európai Baseball Szövetség soraiba.
Ugyanebben az évben tagja lett a Nemzetközi Baseball Szövetségnek (IBAF) is és megérkezett Magyarországra a Japán Önkéntes Szolgálat, a JOCV (Japan Overseas Cooperation Volunteers) első képviselője hazánkba, Jamada Kóicsi személyében. Rögtön megkezdte munkáját: megismertetni és megtanítani a baseballt a lehető legtöbb embernek. 1993 bajnoka immáron másodszor, ismét a Budapest Islanders lett.

#### A több osztályos bajnoki rendszer
1994-re az induló csapatok száma már 16 volt, így szükségessé vált az erőviszonyoknak megfelelő kategorizálás. Ennek első lépéseként a szövetség 4 csoportba osztotta a csapatokat, irányított, kiemeléses sorsolással. A csoportbeli helyezések alapján aztán a csapatok „Alsó”- „Közép”- és „Felső” ágakba kerültek, de még mindig, mint egy bajnokság résztvevői. Azonban ez a kategorizálás a későbbiekben lehetővé tette az NB I, NB II és NB III-as bajnokságok létrehozását is. Ezt a rendszert az új csapatok megalakulása és a meglévő csapatok közti játékkülönbség is szükségessé tette. A különbséget jól példázza a Hungarian Astros szereplése, hiszen a „Felső ág” küzdelmeit győzelem nélkül zárták, ám az osztályozón 16:0-s győzelmet arattak a „Közép ág” legjobbja, az Ajka Blackbirds ellen.
Ebben az évben a bajnoki címet a Budapest Hotshots és a Budapest Islanders fúziójából létrejövő Budapest United csapata nyerte, mely csapat sokáig meghatározó szerepet játszott a magyar baseball életben, az akkori válogatott gerincét is ez a csapat adta. Második helyen a Szentendre Sleepwalkers, míg a harmadikon a Nagykanizsa Ants csapata végzett.
Ennek az évnek a krónikájához tartozik, hogy megjelent a baseball női változatának hívott softball is. Az első softball tornát Sopronban rendezték, ahol a helyi Sopron Butterflies tudott diadalmaskodni.
1995-ben már három osztályban versengtek a csapatok, szám szerint 22. A legalsó osztályt a sok új csapat és a költségek csökkentése végett Kelet-Nyugat részre kellett osztani. A fejlettségi szint növekedését jól jellemzi, hogy hazánkban két „B” csoportos európai kupa is megrendezésre került, aminek erre alkalmas baseball pálya az egyik alapfeltétele. Szentendrén az Izbégi baseball pályán KEK (Kupagyőztesek Európa Kupája), míg Nagykanizsán CEB Kupa (Az Európai Baseball Szövetség Kupája) kapott helyet. Az eredmények itt még mellékesek voltak, sokkal fontosabb volt, hogy az ország bekerült az európai baseball élet vérkeringésébe. A két rendezvény alkalmából először tett látogatást Magyarországon Aldo Notari, a Nemzetközi (IBAF) és az Európai Baseball Szövetség (CEBA) akkori elnöke. Ezzel a hazai sportdiplomáciába is felkerült a baseball neve, hiszen a magas rangú vendéggel találkozott Gallov Rezső (Az akkori OTSH vezetője) valamint Aján Tamás a MOB akkori főtitkára.
A bajnokságot ismét a Budapest United csapata nyerte a Nagykanizsa Ants és a Szentendre Sleepwalkers előtt.
1996-ban újdonságként megjelent a Magyar Kupa. Az első Magyar Kupa győztes a Nagykanizsa Ants csapata lett, akik egyből duplán örülhettek, hiszen fennállásuk első bajnoki címét is sikerült bezsebelni, második a Szentendre Sleepwalkers csapata lett, jelenlegi rivalizálásuk ide vezethető vissza, harmadik a ma már nem létező Budapest United csapata lett. Nemzetközi szinten is újdonsággal bővült a versenynaptár, megjelent a több sportágban is megrendezett Duna Kupa, melyen a Magyarország, Szlovákia és Ausztria legjobbjai versengenek. Ebben az évben érkezett meg a JOCV második szakembere Juicsiro Degava személyében.

#### A nemzetközi porondon
1997-ben már megszületett az első nemzetközi siker is, a Szentendre Sleepwalkers csapata a „B” csoportos KEK-en állhatott fel a dobogó második fokára. Ebben az évben az ESF (European Softball Federation) felvette tagjai közé Magyarországot. Szintén ehhez az évhez tartozik az első komolyabb hírverés a sportágnak, megrendezték az első Magyarország – SFOR All Star mérkőzés. Erre a meccsre az Építők népligeti sportcentrumában kerítettek sort, rengeteg néző és több televízió is jelen volt a gálán. A június 6-án megtartott rendezvény fővédnökei között megtalálhattuk Donald M. Blinkent, az USA magyarországi nagykövetét és Keleti György Honvédelmi Minisztert. A visszavágóra az amerikai függetlenségi napi ünnepség keretében Taszáron került sor.
1998 is sportdiplomácia sikerrel indult, Magyarországon rendezték meg az Európai Baseball Szövetség és az Európai Softball Szövetség Kongresszusait. A rendezvényen Európa 36 országának 120 küldöttje vett részt, fővédnöke Kuncze Gábor, belügyminiszter volt. Tovább folytatódott a gyümölcsöző kapcsolat az SFOR csapatokkal, ismét összemérte erejét a Magyar Válogatott az SFOR erők legjobbjaival. A május 1-jén megtartott első mérkőzésen a kezdődobást Gál Zoltán az Országház akkori elnöke végezte el. Az ekkortájt igencsak pezsgő baseball életet jól jellemzi, hogy mind a három „B” csoportos európai kupát Magyarországon rendezték meg. Nagykanizsán a BEK (Bajnokcsapatok Európa Kupája), Sopronban a KEK, Szentendrén pedig a CEBA kupa. Szentendre az a szerencsés helyszín volt, ahol sikerült az első nemzetközi győzelmet is bezsebelni, a rendező Sleepwalkers tudta megnyerni a „B” csoportos CEBA kupát. Augusztus 8-16-ig rendezték meg a „B” csoportos Európa-bajnokságot az ausztriai Stockerau városában, ahol a magyar csapat 15 indulóból a 11. helyet szerezte meg. Szeptember 1-jén újabb JOCV szakember állt munkába Nagykanizsán Ogava Szingó személyében.
1999-ben a MOBSz neve a ma is használt Magyar Országos Baseball és Softball Szövetség-re (MOBSSz) változott, mert a softball képviseletét is elvállalta. A nemzetközi porondon egy újabb megmérettetés következett, a Szentendre Sleepwalkers csapata az előző évi sikerének köszönhetően indulási jogot szerzett az „A” csoportos CEBA Kupán. A spanyolországi Pamplonában nem vallott szégyent a magyar csapat, első nekifutásra a bronzérmet sikerült megszerezniük. A másik élcsapat is sikert ért el, a Nagykanizsa Ants ismét „B” csoportos BEK-et rendezett, melyet sikerült is megnyerniük. Ebben az évben indult el az Interliga elnevezésű bajnokság, ahol a magyar élcsapatok mellett horvát és szlovén csapatok szerepeltek.
2000-ben jegyezték be a www.baseball.hu domain nevet, eddig ingyenes tárhelyszolgáltatóknál kapott helyet. Ugyancsak ebben az évben hozták létre a Verseny és Játékvezetői Bizottságot (VJB), melyet a bajnoksággal kapcsolatos egyre több munka tett szükségessé. Válogatott szinten ebben az évben sikerült a legnagyobb sikert elérni, a horvátországi Károlyvárosban megrendezett EB-n a magyar válogatott 2. helyen végzett. Az EB All-Star csapatában két magyar játékos kapott helyet: legjobb kettes-védő – dr. Földessy Máté, legjobb DH – Nikolits György. Az EB legtöbb home runját (hármat) Zalabai Zsolt ütötte.
A 2001-es év teljesen a rá következő évben Magyarországon megrendezett EB jegyében zajlott, így minden más a háttérbe szorult. Azért egy újabb siker így is született, a Szentendre Sleepwalkers csapata megnyerte az Interligát, a Nagykanizsa Ants pedig ugyan ebben a bajnokságban bronzérmes lett.

#### A hazai Eb-től napjainkig
2002-ben Magyarország rendezhette a „B” csoportos Európa-bajnokságot. Ezt a tornát az előző Eb-n szerzett második hely tekintetében szinte kötelező győzelemnek vették akkoriban. Az előzetes tervek szerint két csoportban zajlottak volna a mérkőzések, a másik csoport Görögországban lett volna, ahol az athéni Olimpia baseball létesítményeit kellett volna kipróbálni, valamint a görög válogatottnak kiharcolni az „A” csoportos részvételt, úgy hogy előtte nem létezett görög baseball, az ottani szövetséget is 2002-ben alapították. A magyarországi helyszínek Nagykovácsi és Szentendre lettek volna, ám a tragikus amerikai események hatására a Nagykovácsin található amerikai iskola vezetősége lemondott minden „külsős” rendezvényt. Így hirtelen döntéssel a szövetség Nagykanizsára helyezte át az EB helyszínét. Mivel a görögök még nem tudtak felkészülni az Eb-re lemondták a rendezést, így a másik csoport Belgiumba került át. Ennek folyományaként a görög válogatottat a nálunk megrendezett Eb-re sorolták be és ez teljesen felborította a papírformát. Mivel Athénba nem szerettek volna lebőgni hatalmas honosításba kezdtek, amiben partnerük, a Baltimore Orioles görög származású tulajdonosa volt. Az Eb-re egy komplett csapatot kaptak „kölcsön” akik magabiztosan végig is verték a mezőnyt. Az Eb után aztán olyan dolgok derültek ki, amiket a mai napig nem tudott kiheverni a sportág. Egyelőre nem tisztázott körülmények között kiürült a szövetség kasszája, ami jelentősen visszavetette az eddigi fejlődés iramát. Azért erre az évre is jutott nemzetközi siker, a Nagykanizsa Ants csapatának sikerült megnyernie az Interligát.
2003-ban a Nagykanizsa Ants csapata ismét duplázni tudott, a bajnokságban és a kupában is győzedelmeskedett.

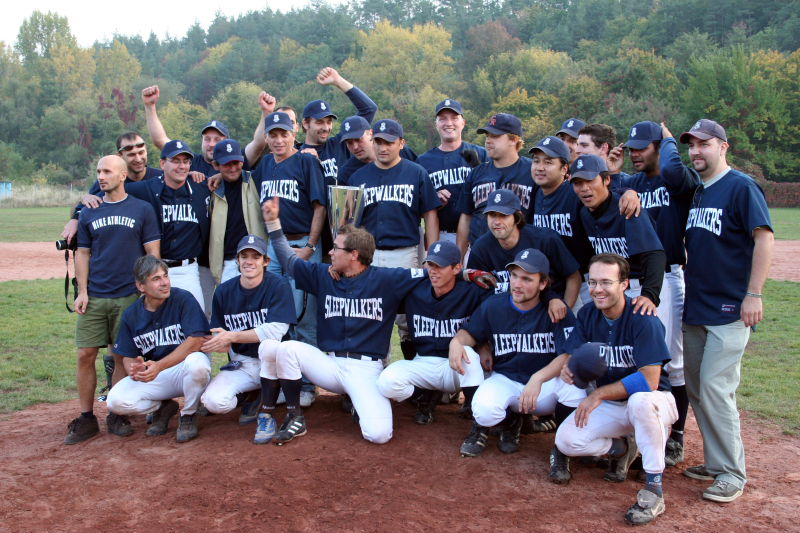
A 2006-os bajnokság bajnokcsapata, a Szentendre Sleepwalkers

2004-ben ismét Európa-bajnokságot tartottak a „B” csoportban, ahol a kissé szervezetlen magyar válogatott a 9 csapatból a 9. helyen végzett. A bajnokságban új név tűnt fel a dobogó legtetején, ebben az évben az Óbuda Brick Factory csapata szerezte meg fennállásának első bajnoki címét, maga mögé utasítva az eddigi két élcsapatot.
2005-ben ismét az óbudai alakulat tudott felkerülni a dobogó legtetejére. A bajnokságok között megjelent egy komoly utánpótlás bajnokság is. A 15 év alatti (U15-ös) korosztály számára már eddig is többféle rendszerű bajnokságot rendeztek, de ez volt az első olyan amikor a benevezett csapatok végig is játszották azt. Ebben az évben még csak 6 csapat nevezett erre a küzdelemre, de bebizonyította, hogy lehet, sőt kell is utánpótlást nevelni. Ekkor döntött úgy az elnökség, hogy a következő évtől kötelező legyen az NB I-es csapatok számára utánpótlás csapattal is benevezni a bajnokságba.
2006-ban már 11 csapattal rajtolt el a serdülő bajnokság. A felnőtt csapatok száma ekkora 20-ra állt be, ami nem érte el a korábbi évek létszámát. A bajnoki címet idegölő küzdelemben a Szentendre Sleepwalkers nyerte meg az Óbuda Brick Factory ellenében, kihasználva a négy győztes mérkőzésig tartó párharc mind a 7 mérkőzését. Ekkora már csak a csapatokban dolgozók vitték előre a baseballt, saját lelkesedésüknek köszönhető csak, hogy az idei évben is bajnokságot lehetett rendezni.
2007-ben a korábbi VJB-t felváltotta a Magyar Baseball és Softball Liga, mely továbbra is a bajnokságok lebonyolítását volt hivatott intézni. Bár az utóbbi években többször is új elnökség állt fel, a pénzügyi helyzet nem javult. Erre hatással volt az is, hogy a baseball kikerült az olimpiai sportágak közül, így az állami támogatása is minimálisra csökkent. Az európai szabályokhoz alkalmazkodva ebben az évben először lett kötelező a fa ütő használata a legfelső osztályban. A bajnokságot ebben az évben is a Szentendre Sleepwalkers csapata nyerte, ahol 2007-ben utoljára dolgozhatott JOCV szakember, Jozó Fudzsivara. Mivel országunk kikerült a fejlődő országok köréből ez a szervezet több szakembert nem küld Magyarországra.

### Magyar baseball csapatok

#### 2009-ben NB I-es csapatok
- Szentendre Sleepwalkers (Szentendre)
- Nagykanizsa Ants (Nagykanizsa)
- Óbuda Brick Factory (Budapest)
- Jánossomorja Rascals (Jánossomorja)

#### 2009-ben NB II-es csapatok
- Érd Aeros
- Hungarian Astros
- Jászberény Stinky Sox
- Nemesvámos Sharks
- Sopron Westwind

#### 2009-ben a serdülőbajnokság csapatai
- Debrecen Tigerkids
- Diósd Dodgers
- Érd Pirates
- Mikepércs Mosquitos
- Nkanizsa-Btomaj Giants
- Szentendre Sleepwalkers Jr.

### Az eddigi bajnokságok győztesei
| Év   | Arany                                      | Ezüst                                       | Bronz                                |
| ---- | ------------------------------------------ | ------------------------------------------- | ------------------------------------ |
| 1992 | Budapest Islanders                         | Óbuda Brick Factory                         | Győr Dark Horses                     |
| 1993 | Budapest Islanders                         | Hungarian Astros                            | Óbuda Brick Factory                  |
| 1994 | Budapest United                            | Szentendre Sleepwalkers                     | Nagykanizsa Ants (Nagykanizsa Thúry) |
| 1995 | Budapest United                            | Nagykanizsa Ants (Nagykanizsa Thúry)        | Szentendre Sleepwalkers              |
| 1996 | Nagykanizsa Ants (Nagykanizsa Thúry)       | Szentendre Sleepwalkers                     | Budapest United                      |
| 1997 | Nagykanizsa Ants                           | Szentendre Sleepwalkers                     | Budapest Players                     |
| 1998 | Szentendre Sleepwalkers                    | Nagykanizsa Ants (Nagykanizsa Ants Thúry)   | Budapest Players                     |
| 1999 | Szentendre Sleepwalkers                    | Nagykanizsa Ants (Nagykanizsa Thúry MenDan) | Ajka Blackbirds                      |
| 2000 | Szentendre Sleepwalkers                    | Nagykanizsa Ants (Nagykanizsa Ants Thúry)   | Ajka Blackbirds                      |
| 2001 | Nagykanizsa Ants (Torony-Szőnyegház Thúry) | Szentendre Sleepwalkers                     | Szombathelyi Anyaszomorítók          |
| 2002 | Nagykanizsa Ants (Torony-Szőnyegház Thúry) | Szentendre Sleepwalkers                     | Sopron Westwind                      |
| 2003 | Nagykanizsa Ants (Torony-Szőnyegház Thúry) | Szentendre Sleepwalkers                     | Óbuda Brick Factory                  |
| 2004 | Óbuda Brick Factory                        | Nagykanizsa Ants (Dr. Padló Thúry)          | Szentendre Sleepwalkers              |
| 2005 | Óbuda Brick Factory                        | Szentendre Sleepwalkers                     | Nagykanizsa Ants (Dr. Padló Thúry)   |
| 2006 | Szentendre Sleepwalkers                    | Óbuda Brick Factory                         | Nagykanizsa Ants                     |
| 2007 | Szentendre Sleepwalkers                    | Nagykanizsa Ants                            | Óbuda Brick Factory                  |
| 2008 | Óbuda Brick Factory                        | Szentendre Sleepwalkers                     | Nagykanizsa Ants                     |
| 2009 | Óbuda Brick Factory                        | Szentendre Sleepwalkers                     | Nagykanizsa Ants                     |
| 2010 | Szentendre Sleepwalkers                    | Óbuda Brick Factory                         | Jánossomorja Rascals                 |
| 2011 | Szentendre Sleepwalkers                    | Jánossomorja Rascals                        | Óbuda Brick Factory                  |
| 2012 | Szentendre Sleepwalkers                    | Óbuda Brick Factory                         | Jánossomorja Rascals                 |